# 亞歷山大·漢密爾頓海關大廈

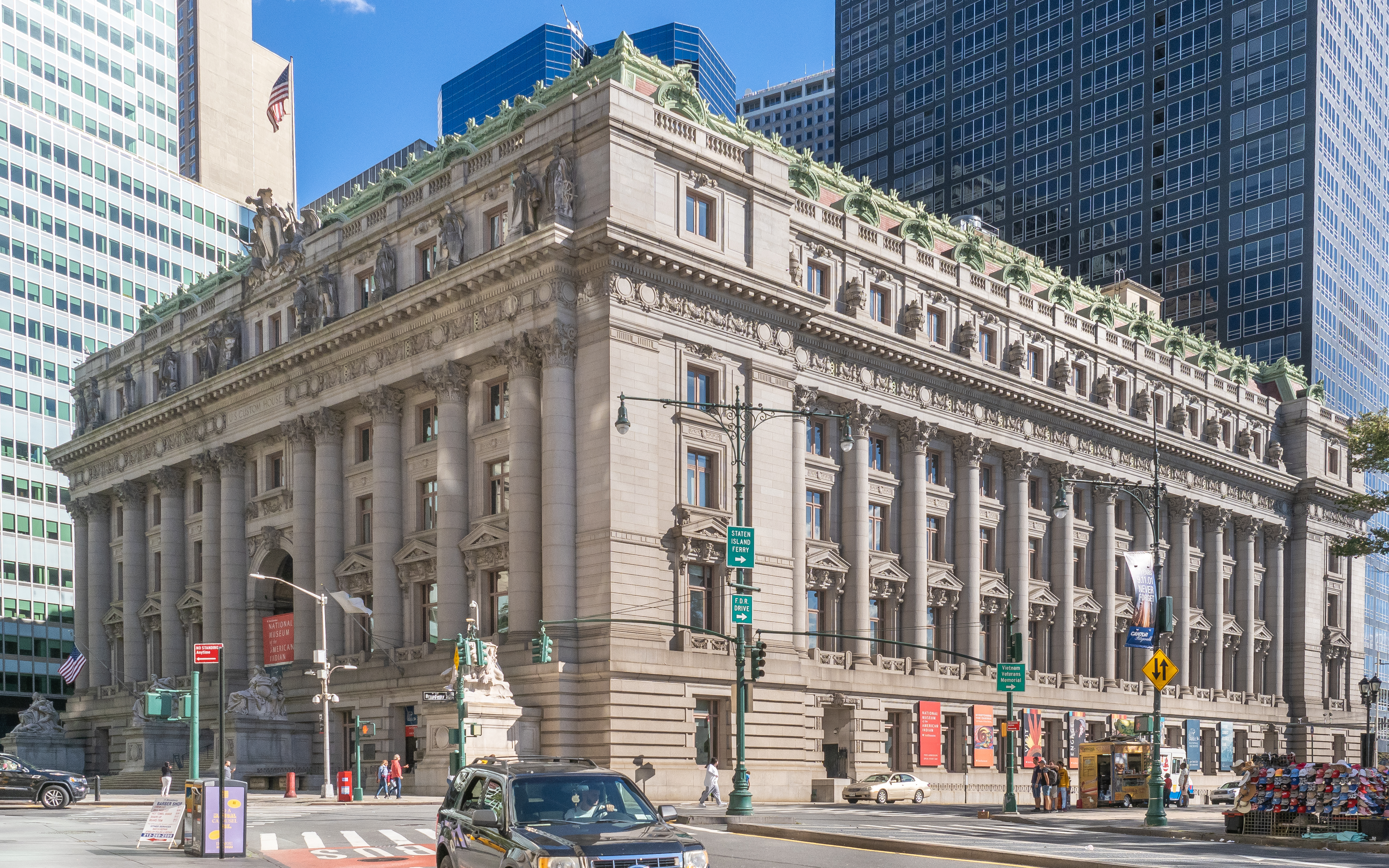

亞歷山大·漢密爾頓海關大廈（英語：Alexander Hamilton U.S. Custom House）是美國的一座政府建築，位於紐約市曼哈頓南側，由卡斯·吉尔伯特設計，外觀是布雜藝術風格。這座建築啟用於1907年，共有7層。國立美國印第安人博物館紐約分館位於這裡。2012年開始，國家檔案和記錄管理局的紐約分部在這裡辦公。

## 外部連結
- 官方网站 GSA: Alexander Hamilton U.S. Custom House
- 短片 Years of Grandeur: Alexander Hamilton U.S. Custom House, New York, NY (2007) 可在互联网档案馆自由下载
- "Reginald Marsh's Custom House Murals" （页面存档备份，存于）